# Івановський Георгій Іванович
Георгій Іванович Івановський (нар. 19 листопада 1906, місто Таганрог Області Війська Донського, тепер місто Ростовської області, Російська Федерація — 25 лютого 1985, місто Москва) — український радянський господарський діяч, депутат Верховної Ради УРСР 5-го скликання. Депутат Верховної Ради СРСР 1-го скликання. Член ЦК КП(б)У в 1938—1940 роках. Член Ревізійної комісії КПУ в 1960—1961 роках.

## Біографія
З 1920 року працював на Таганрозькому металургійному заводі робітником доменного цеху. У 1924—1928 р. — студент Таганрозького механіко-металургійного технікуму.
Член ВКП(б) з 1927 року.
З 1928 року працював інженером, заступником начальника доменного цеху, начальником доменних печей, начальником «Доменбуду» на Дніпропетровському металургійному заводі імені Ф. Е. Дзержинського. Закінчив Дніпродзержинський металургійний інститут.
У 1937—1938 роках — начальник будівництва, директор Криворізького металургійного заводу «Криворіжсталь» Дніпропетровської області.
У 1938—1940 роках — директор Макіївського металургійного заводу імені С. М. Кірова Сталінської області.
У 1940—1941 роках — заступник народного комісара державного контролю СРСР.
У 1941—1942 роках — 1-й заступник народного комісара боєприпасів СРСР. З 1941 року — уповноважений Державного комітету оборони СРСР по перебазуванню заводів, які виготовляють боєприпаси та іншу бойову техніку. З 1942 року — директор комбінату № 179 Наркомату боєприпасів СРСР. У 1943 році — уповноважений Державного комітету оборони СРСР по відновленню заводів, які виготовляють боєприпаси у південних районах СРСР.
Потім працював заступником міністра будівництва підприємств важкої індустрії СРСР. У 1951—1953 роках — начальник Головного управління державних матеріальних резервів при Раді Міністрів СРСР.
У травні 1957 — вересні 1961 року — голова Ради народного господарства Запорізького економічного адміністративного району.
У 1965—1973 роках — заступник голови Державного комітету Ради Міністрів СРСР по матеріально-технічному постачанню народного господарства.
Потім — на пенсії в Москві. Помер 25 лютого 1985 року. Похований на Троєкуровському цвинтарі міста Москви.

## Звання
- генерал-майор інженерно-артилерійської служби (18.11.1944)

## Нагороди
- два ордени Леніна (26.03.1939, 19.07.1958)
- Орден Жовтневої Революції
- Орден Вітчизняної війни 1-го ступеня
- Орден Кутузова 2-го ступеня
- чотири ордени Трудового Червоного Прапора (20.01.1942; 5.08.1944; 27.11.1956)
- Орден Червоної Зірки
- Медаль «За бойові заслуги» (30.12.1956)
- медалі